# Cromlech d'Er Lannic
Le cromlech d'Er Lannic est une double enceinte mégalithique située  sur la côte sud-est de l'îlot d'Er Lannic à Arzon dans le département français du Morbihan en région Bretagne.

## Historique
Le site est découvert en août 1866 par Gustave de Closmadeuc qui en donne une rapide description,. Cette description est limitée à l'hémicycle nord « composé de 60 blocs formant un vaste cercle d'environ 62 m de diamètre ». Closmadeuc ne découvre en effet l'hémicycle sud qu'à la faveur d'une grande marée en 1872. Il en dresse un plan sommaire où les deux hémicycles sont tangents. L'hémicycle nord comporte alors quatre à cinq menhirs debout. Les enceintes mégalithiques et l'îlot d'Er Lannic font l’objet d’un classement au titre des monuments historiques en 1889.
René Merlet effectue en 1919 un relevé du site au théodolite. Merlet pense lui-aussi que les deux cercles étaient tangents et que l'éloignement de certains blocs résulte de l'action des courants marins et de l'érosion qui en résulte. De 1923 à 1926, Zacharie Le Rouzic et Saint-Just Péquart restaurent le site et fouillent l'hémicycle nord ainsi que le secteur nord-est de l'île. L'association Archeo Douar Mor nettoie le site de ses algues en 1991-1992 et un nouveau relevé sous-marin est alors réalisé.

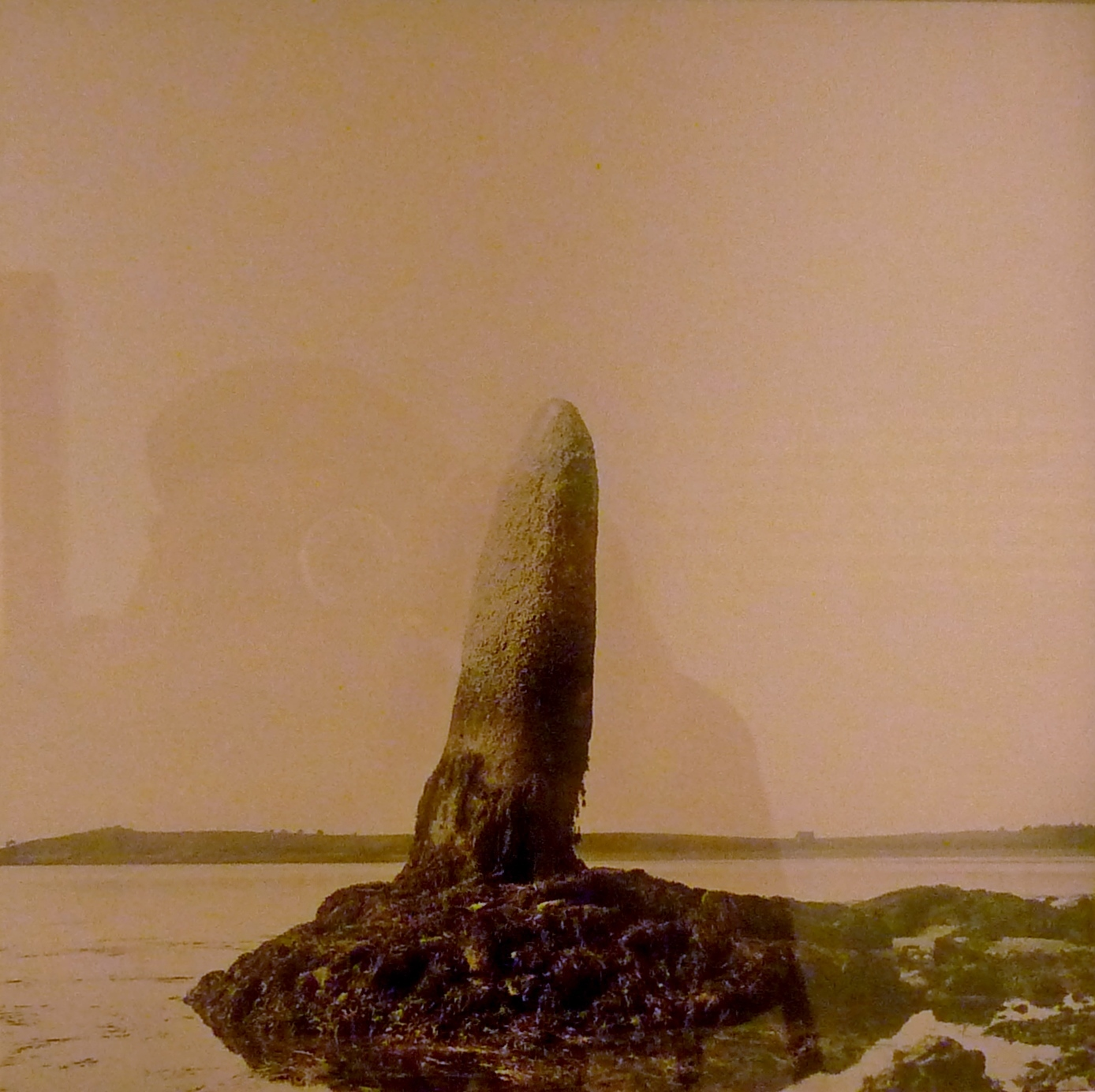
Le menhir désaxé d'Er Lannic (photographie de Zacharie Le Rouzic en 1929).
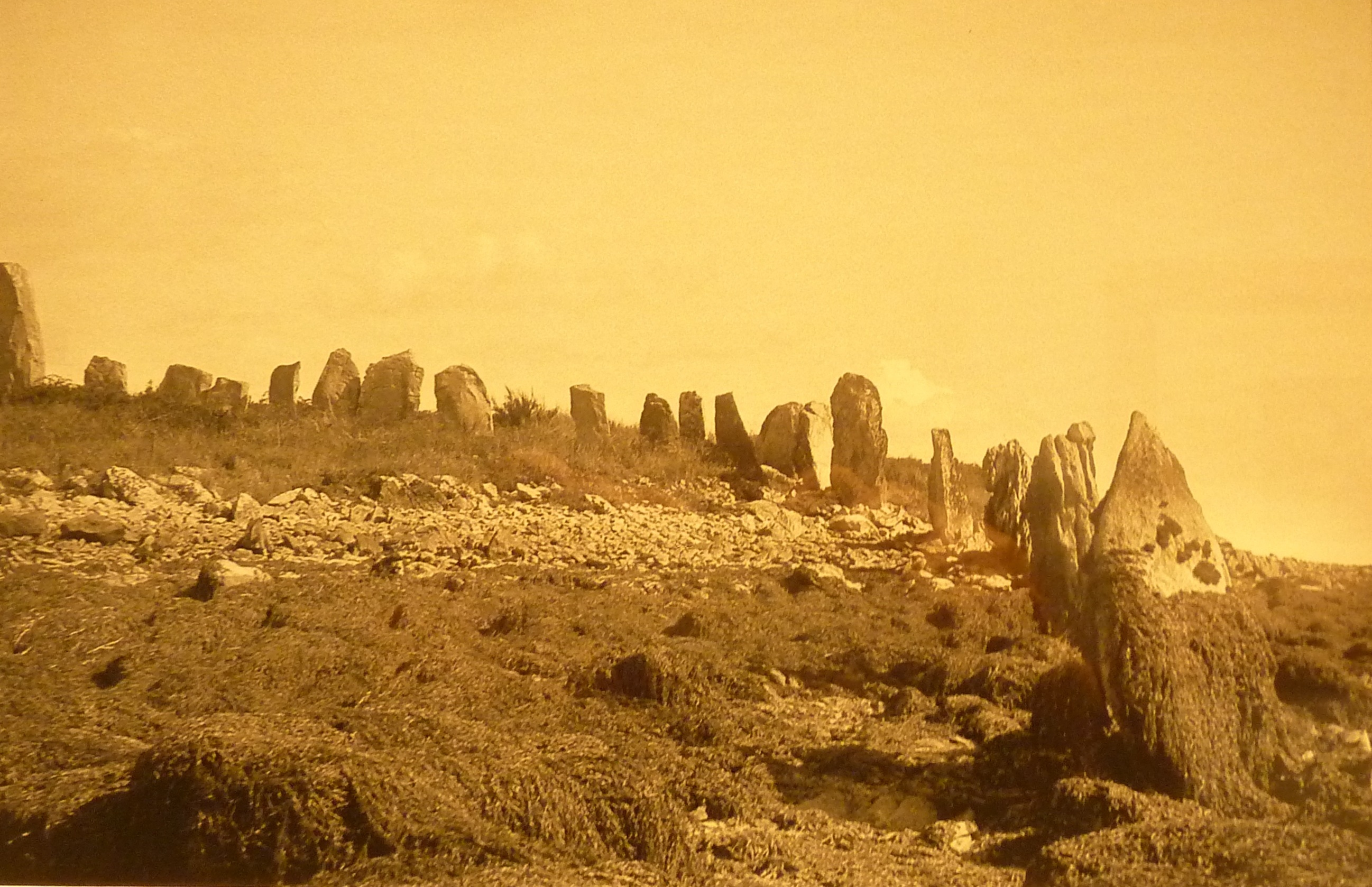
Partie orientale du cromlech d'Er Lannic (photographie de Zacharie Le Rouzic).
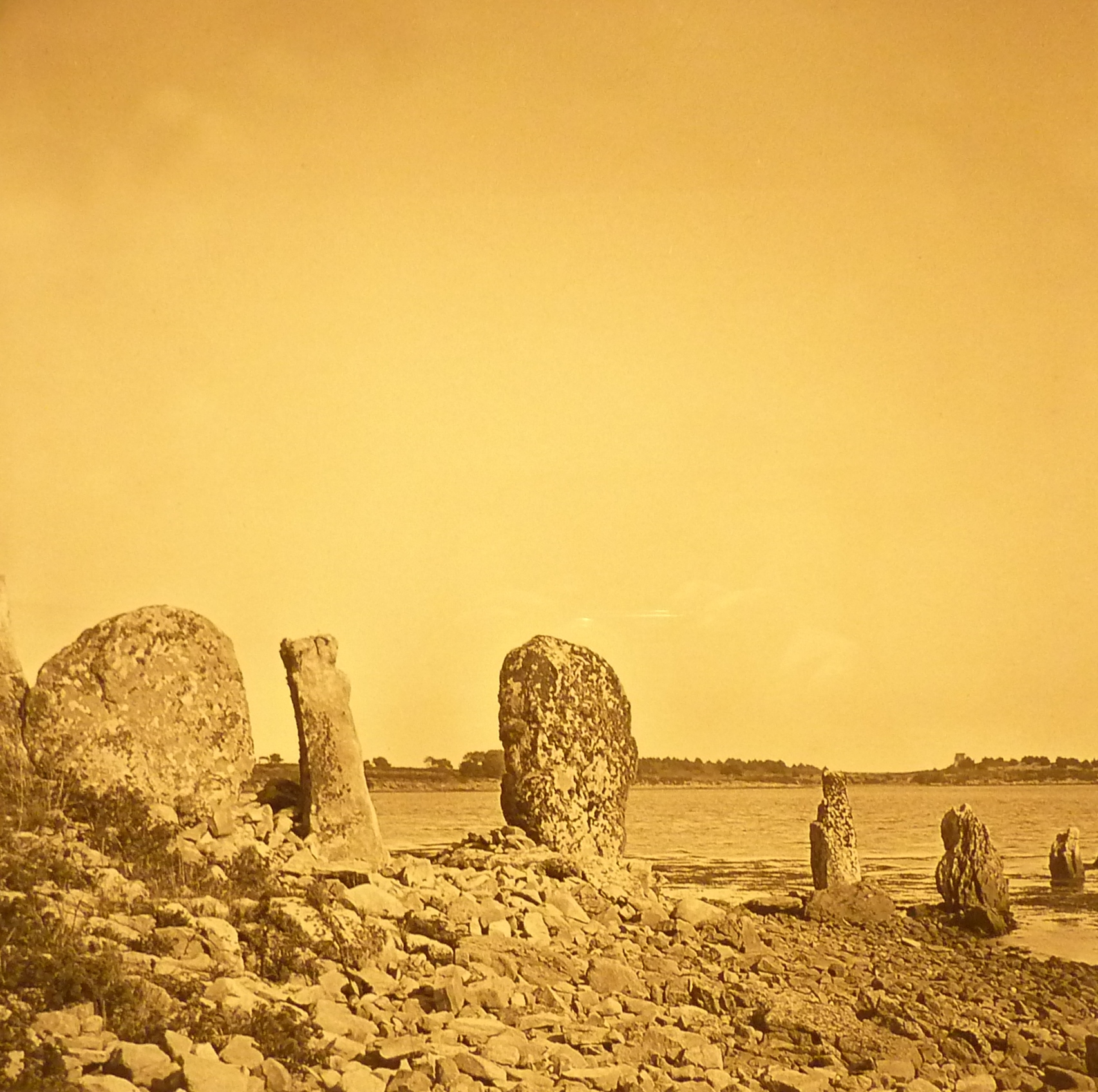
Le cromlech d'Er Lannic (photographie de Zacharie Le Rouzic).
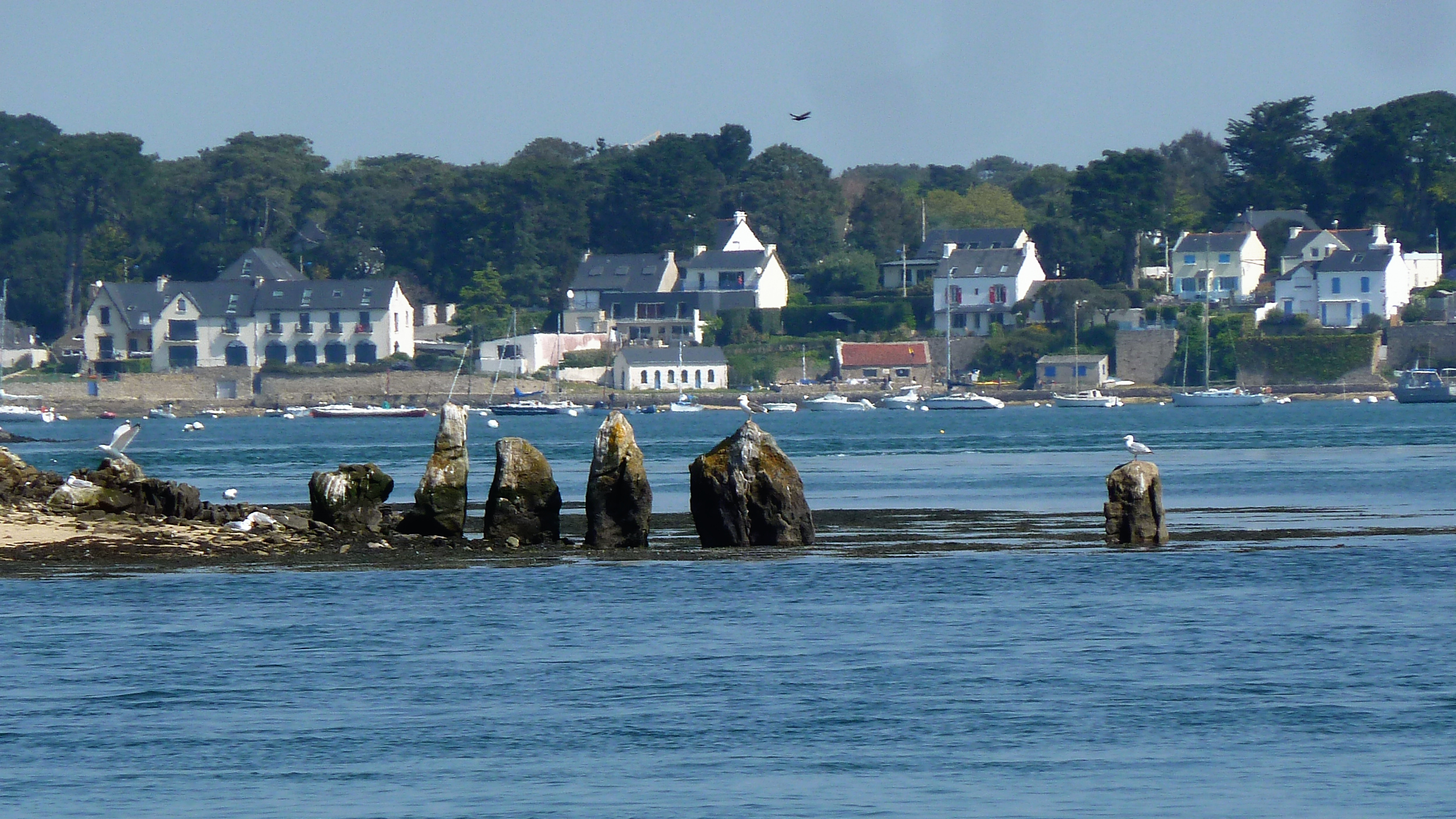
Menhirs partiellement immergés.

## Description
Le monument a été construit au Néolithique,  à une époque où le niveau des mers était moins élevé d'environ 5 m correspondant aux plus basses mers actuelles dans le golfe. L'immersion partielle actuelle est le résultat du rebond isostatique de la lithosphère consécutivement à la fonte de la calotte polaire qui recouvrait le Nord de l'Europe au cours de la période Würm.
Le monument se présente comme deux enceintes constituées de pierres levées, en forme de fers à cheval, élevées sur la pente légère descendant du centre de l'île vers le rivage au sud. L'ensemble est complété par deux menhirs isolés totalement hors-enceintes.

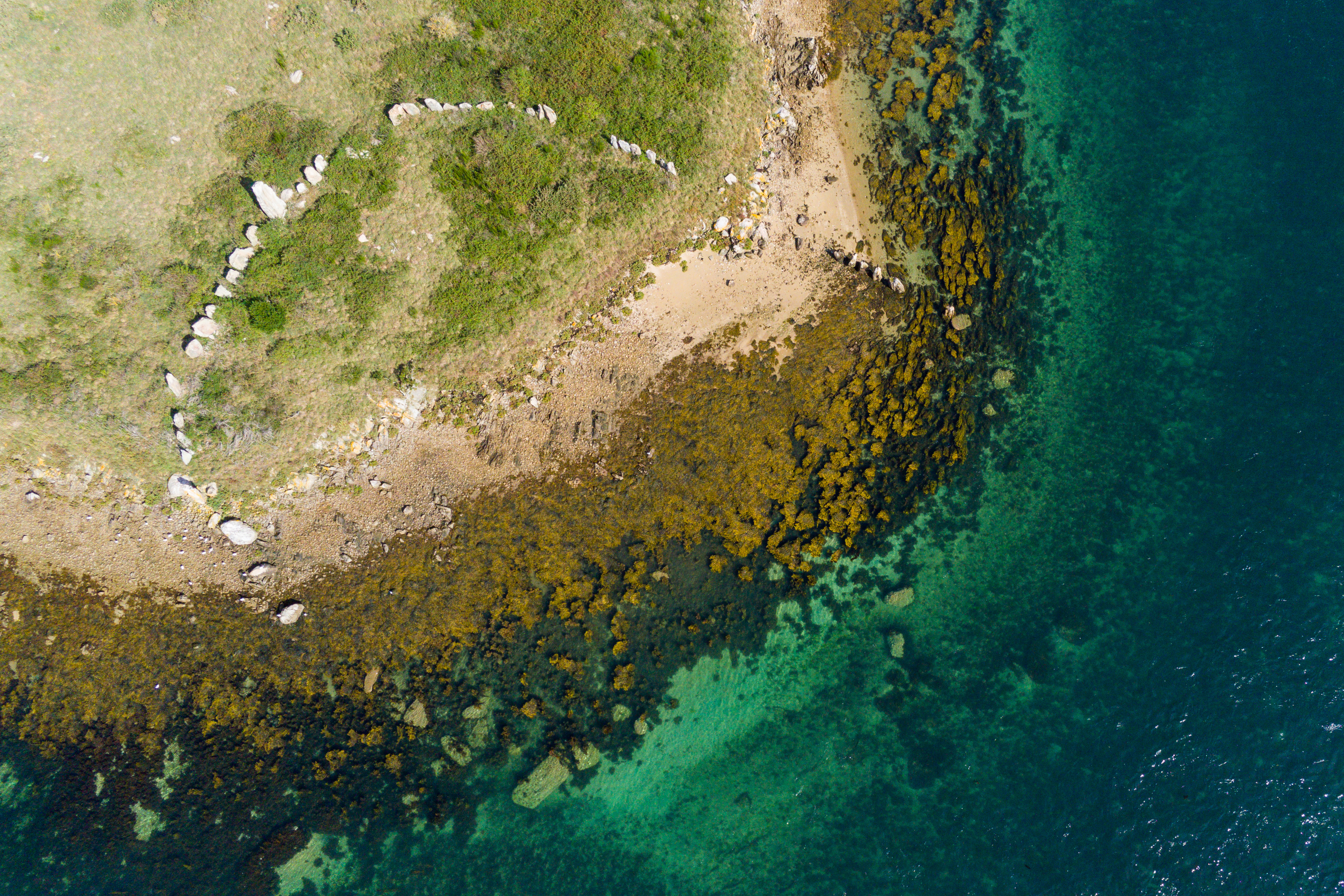
Vue aérienne sur le cromlech d'Er Lannic.

L'hémicycle nord est de forme quasi-rectangulaire (52 m de longueur sur 50 m de largeur) ouvrant sur le sud-est, désormais immergé aux deux tiers. L'axe médian de la structure, correspondant pratiquement à l'axe du solstice d'hiver, est marqué d'un menhir central de 4,40 m de hauteur hors-sol au nord-ouest. Le périmètre de l'enceinte est délimité par soixante-quatre autres dalles accolées, d'une hauteur comprise entre 1,20 m et 1,80 m. Elles ont été redressés lors de la restauration de Z. Le Rouzic. L'intersection avec la deuxième enceinte est assez confuse.
L'hémicycle sud se présente comme une enceinte circulaire bien plus régulière (60 m de diamètre) ouvrant à l'est. Elle est constituée de 30 menhirs d'une hauteur quasi constante de 4 m, seuls ceux marquant les deux extrémités étant plus imposants, celui du nord correspondant à un grand menhir brisé de 8,20 m. Toute la partie est de l'enceinte a disparu et marque probablement l'emplacement du paléorivage avant qu'il ne soit immergé, les hommes du Néolithique ayant peut-être voulu dresser des remparts symboliques contre l'océan afin de conjurer la montée des eaux.
D'une manière générale, les blocs de l'enceinte sud sont plus grands, plus larges et disposés à intervalles plus réguliers que ceux de l'enceinte nord. Ces différences indiquent peut-être que les constructions des deux enceintes résultent de deux périodes distinctes. A la jonction des deux enceintes, trois dalles plus grandes et le grand menhir brisé correspondent peut-être aux vestiges d'un aménagement circulaire désormais confus.
Les deux menhirs isolés, l'un situé au large du rivage ouest de l'île et l'autre près du rivage est, mesurent respectivement 3 m de hauteur et 7 m de longueur. Leur éventuel alignement ne permet pas de comprendre comment ils s'articulent avec les deux enceintes.
Les dalles utilisées sont en granulite et en migmatite d'origine locale. Quatre dalles de l'enceinte nord comportent des gravures ou des cupules. Les gravures représentent des haches (simples ou emmanchées) dont une de 30 cm de longueur gravée en creux et des traits verticaux parallèles qui pourraient être plus récents. Sur une pierre de calage du plus grand menhir, Le Rouzic a cru reconnaître dans un groupe de cupules une représentation de la constellation de la Grande Ourse.

## Matériel archéologique
Le Rouzic découvrit au cours de ses fouilles un très important mobilier néolithique retrouvé dans plusieurs foyers et coffres funéraires placés au pied des menhirs, ainsi que des traces d'habitations matérialisées par des trous de poteaux. Les relevés indiquent la découverte d’ossements incinérés, de poissons, de dents de bœuf et de bois de cerf. Les silex sont très abondants : 800 nucléus, 9 800 éclats non retouchés et 5 500 éclats retouchés dont 16 pointes de flèche à ailerons, 69 pointes à tranchant, 421 lames, 293 grattoirs, 83 perçoirs et 32 rabots. Le mobilier lithique comprend aussi des haches : 27 petites en fibrolithe d'origine locale et les fragments de 27 autres, 10 haches en dolérite, 1 en silex poli et 150 fragments. Le mobilier céramique comprend 800 kg de tessons divers datés du Néolithique moyen et final, majoritairement issus de 520 vases-supports chasséens décorés considérés comme des vases cérémoniels brûle-parfums. Ces découvertes sont conservées au musée de Préhistoire de Carnac. 
L'abondance des silex et des haches pourrait indiquer que le site abritait un atelier de fabrication mais l'île pourrait avoir eu plusieurs utilisations complémentaires (habitat, observatoire astronomique, centre rituel).

## Datation
L'abondance des éclats de silex suggèrent l'occupation du site par un atelier de taille, quant à celle des foyers et des coffres elle pourrait indiquer qu'il s'agissait d'un site d'inhumation par incinération. « L'ensemble du matériel archéologique découvert permet d'envisager une occupation du site vers −4 000 et d'estimer l'édification des deux hémicycles vers −3 500 ».